# Igor Denisov
Igor Denisov (Leningrado, 17 de maio de 1984) é um futebolista profissional russo, meio campista, que milita no FC Lokomotiv Moskva.

## Carreira

### Zenit
Denisov marcou época no Zenit São Petersburgo, por de atuou de 2002 até 2013, fazendo parte das conquistas históricas do clube.

### Anzhi
Em 2013 anunciou sua saída até que inesperada para o Anzhi Makhachkala, por 15 milhoões euros, porém, fez apenas três partidas pelo clube, devido às péssimas finanças do Anzhi. 

### Dinamo Moscou
Em 2013, Denisov, Yuriy Zhirkov e Aleksandr Kokorin chegaram de graça ao clube do Dínamo. No clube teve problemas com o treinador Stanislav Cherchesov, e até foi colocado a venda, por insultos, porém, com a saída do treinador ele voltou a ser relacionado.

### Lok Moscou
Depois de uma saída por empréstimo ao Lokomotiv, na temporada em 2016. Em 2017, o meia assinou em definitivo com o clube.

## Títulos
Zenit São Petersburgo
- Liga Russa: 2007, 2010, 2011-12
- Copa da Rússia: 2010
- Super Copa da Rússia: 2008, 2011
- Copa da UEFA: 2007-08
- Supercopa da UEFA: 2008

Lokomotiv Moskva
- Copa da Rússia: 2016–17
- Campeonato Russo: 2017–18